# Estación de El Puig
El Puig es un apeadero ferroviario situado en el municipio español de El Puig en la provincia de Valencia, Comunidad Valenciana. Forma parte de la línea C-6 de la red de Cercanías Valencia.

## Situación ferroviaria
La estación se encuentra en el punto kilométrico 18,8 de la línea férrea de ancho ibérico que une Valencia con Tarragona a 11,77 metros de altitud.

## Historia
La estación fue inaugurada el 20 de abril de 1862 con la apertura del tramo Valencia-Sagunto de la línea que pretendía unir Valencia con Tarragona. Las obras corrieron a cargo de la Sociedad de los Ferrocarriles de Almansa a Valencia y Tarragona o AVT que previamente y bajo otros nombres había logrado unir Valencia con Almansa. En 1889, la muerte de José Campo Pérez principal impulsor de la compañía abocó la misma a una fusión con Norte. En 1941, tras la nacionalización del ferrocarril en España la estación pasó a ser gestionada por la recién creada RENFE.
Desde el 31 de diciembre de 2004 Renfe Operadora explota la línea mientras que Adif es la titular de las instalaciones ferroviarias.

## Servicios ferroviarios

### Cercanías
Los trenes de cercanías de la línea C-6 realizan parada en la estación.
Efectúan parada en ella prácticamente todos los servicios de la línea C-6, así como algún servicio de Media Distancia o Regional de la línea Valencia - Tortosa - Barcelona-Estación de Francia.
| procedencia/destino | < estación | Línea | estación > | destino/procedencia   |
| ------------------- | ---------- | ----- | ---------- | --------------------- |
| Valencia-Norte      | Masalfasar |       | Puzol      | Castellón de la Plana |